# Mort Shuman
Mort Shuman (12. november 1936 – 2. november 1991) var en amerikansk sanger, pianist og komponist, bedst kendt for sine mange sange til Elvis Presley som fx "Kiss Me Quick" og "Viva Las Vegas". De fleste af sine sange skrev han sammen med Doc Pomus, som han havde et mangeårigt samarbejde med.

## Liv og karriere
Mort Shuman blev født i Brooklyn, New York af polsk-jødiske immigranter. Han studerede musik på konservatoriet i New York og blev tilhænger af Rhythm and bluesmusik.
Efter at have mødt Doc Pomus startede de et makkerskab med henblik på at skrive sange. De fordelte formelt opgaverne således, at Doc Pomus skrev teksterne og Mort Shuman melodierne, men jævnligt hjalp de hinanden og gik ofte ind på makkerens arbejdsområder. Deres kompositioner blev snart afsat til udøvende kunstnere, så som Dion DiMucci, Andy Williams, Bobby Darin, Fabian, The Drifters og, som nævnt, Elvis Presley.
Da den britiske popbølge kom i starten af 1960'erne flyttede de til London, hvor de skrev sange til en række af de nye grupper her. Efter partnerskabet med Doc Pomus endte i 1965 flyttede Mort Shuman til Paris i Frankrig, hvor han bl.a. skrev sange til det franske popidol Johnny Hallyday og sideløbende hermed fik sat skub i sin egen sangkarriere.
I 1968 oversatte Mort Shuman en række tekster af den franske troubadur Jacques Brel og brugte dem som basis for musicalen Jacques Brel is Alive and Well and Living in Paris, som blev en international succes.
Mort Shuman døde den 2. november 1991 efter en levertransplantation i London. Han blev 54 år gammel.

## Links
- Mort Shuman Dies Artikel fra The New York Times, 4. november 1991 (hentet den 9. marts 2012)
- Shumans hjemmeside